# IK Bolton
IK Bolton är en handbollsklubb som håller till i Stockholm i Sverige, där man spelar sina hemmamatcher i Skanstullshallen på Södermalm. Klubben grundades 1933 och tidigare har flera idrotter utövats i klubben, men i dag finns bara handbollen kvar. Damhandbollslaget blev svenska mästare åren 1963, 1965, 1966, 1967 och 1968.
Klubbnamnet togs med inspiration från engelska fotbollsklubben Bolton Wanderers FC.

### Fotnoter
1. ↑  Christer LIndgren (27 maj 2017). ”Gulddrömmen slutade med bittra tårar” (på svenska). Bohusläningen. Arkiverad från originalet den 10 september 2018. https://web.archive.org/web/20180910204042/http://www.bohuslaningen.se/sport/handboll/gulddr%C3%B6mmen-slutade-med-bittra-t%C3%A5rar-1.4308281. Läst 10 september 2018.
2. ↑  Elina Lundberg (9 november 2018). ”Bolton firar 80 år av spelglädje” (på svenska). Södermalmsnytt. https://www.stockholmdirekt.se/sodermalmsnytt/bolton-firar-80-ar-av-spelgladje/Ldemki!g819xz5toW5bb5NotrUrpA/. Läst 10 september 2018.